# وینارسکو
وینارسکو (به بلغاری: Vinarsko) یک منطقهٔ مسکونی در بلغارستان است که در شهرستان کامنو واقع شده‌است.